# بی‌عاطفه (فیلم ۲۰۰۹)
بی‌عاطفه (به انگلیسی: Heartless) یک فیلم ترسناک انگلیسی محصول سال ۲۰۰۹ به کارگردانی فیلیپ ریدلی و و با بازی جیم استرجس، نوئل کلارک، کلمنس پوسی و ادی مارسان است. این نخستین فیلم ریدلی بعد از چهارده سال از سال ۱۹۹۵ عشق ظهر تاریکی بود.

## بازیگران
- جیم استرجس به عنوان جیمی مورگان
- نوئل کلارک به عنوان ای. جی
- کلیمانس پوزی به عنوان تیا
- ادی مارسن به عنوان مرد سلاحی
- جوزف ماول به عنوان پاپا ب
- روت شین به عنوان ماریون مورگان
- تیموتی اسپال به عنوان جورج مورگان
- لوک تردئوی به عنوان لی مورگان
- فریزر آیرس به عنوان وینی
- نیکیتا مستری به عنوان بل
- راس مک کارت به عنوان جیمی جوان

## جوایز
| سال  | مراسم اهدای جایزه                            | دسته بندی                              | گیرنده      | نتیجه    |
| ---- | -------------------------------------------- | -------------------------------------- | ----------- | -------- |
| ۲۰۱۰ | فدراسیون جشنواره‌های فیلم‌های خارق‌العاده اروپا | جایزه ملیس طلا                         | بی‌روح       | نامزدشده |
| ۲۰۱۰ | تورنتو جشنواره فیلم افتردارک                 | جایزه ویژن برای بهترین فیلم بلند مستقل | بی‌روح       | برنده    |
| ۲۰۱۰ | فانتاسپورتو                                  | جایزه بزرگ                             | بی‌روح       | برنده    |
| ۲۰۱۰ | فانتاسپورتو                                  | بهترین کارگردان                        | فیلیپ ریدلی | برنده    |
| ۲۰۱۰ | فانتاسپورتو                                  | بهترین بازیگر زن                       | جیم استرجس  | برنده    |
| ۲۰۰۹ | جشنواره بین‌المللی فیلم لیدز                  | جایزه ملیس نقره                        | بی‌روح       | برنده    |
| ۲۰۰۹ | جشنواره فیلم سیتخس                           | بهترین فیلم                            | بی‌روح       | نامزدشده |